# Partia Baas
Partia Baas (arab. اﻟﺒﻌﺚ), czyli Odrodzenie (skrót od Hizb al-Baas al-Arabi al-Isztiraki – Partia Socjalistycznego Odrodzenia Arabskiego) – narodowo-lewicowa arabska partia polityczna, której celem jest scalanie i zjednoczenie świata arabskiego. Jej oficjalną ideologię, opartą na hasłach jedności arabskiej, wolności i specyficznie rozumianego socjalizmu, określa się mianem baasizmu.

## Historia

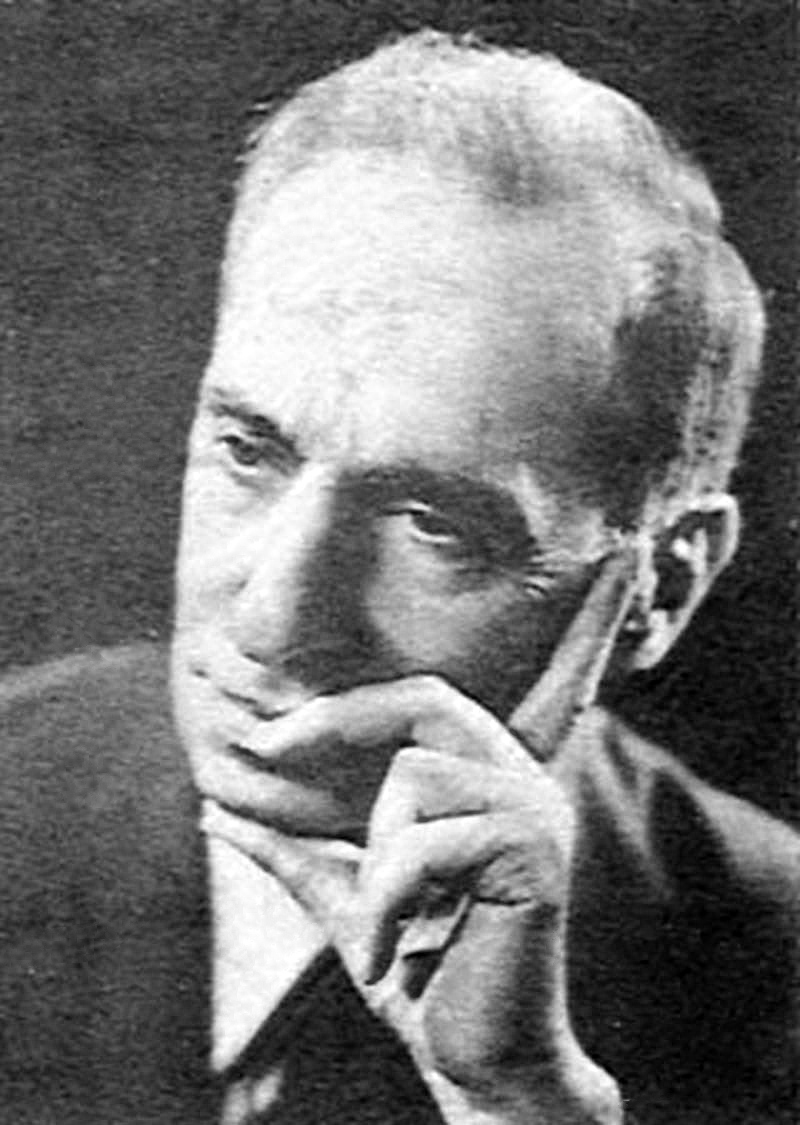
Michel Aflak – główny ideolog Partii Baas, ok. 1965

Partia została oficjalnie założona 7 kwietnia 1947 w Damaszku w Syrii, drogą zjednoczenia dwóch partii: Partii Odrodzenia Arabskiego (arab. Hizb al-Baas al-Arabi), założonej przez Michela Aflaqa i Salah ad-Din al-Bitara oraz Arabskiej Partii Socjalistycznej (arab. Al-Hizb al-Arabi al-Isztiraki) Akram al-Hauraniego. Twórcy pierwszej z wymienionych formacji czerpali inspirację z europejskich nowoczesnych ruchów nacjonalistycznych, podczas gdy druga z partii zaliczała się do skrajnej lewicy. Wzorem pod względem organizacyjnym był także Indyjski Kongres Narodowy. Partia głosiła istnienie jednego narodu arabskiego i dążenie do jedności, wolności oraz socjalizmu w jednym państwie arabskim, sięgającym od Adenu i cieśniny Bab al-Mandab do Tatwan oraz do Anatolii na północy, co oznaczałoby powrót największej terytorialnej ekspansji arabsko-muzułmańskiej. Początkowo w programie partii znajdowały się wyraźne akcenty rewolucyjne, które następnie zastąpiono ogólniejszymi wezwaniami do walki o sprawiedliwość społeczną i zwalczania korupcji.
Partia Baas szybko po swoim powstaniu znalazła zwolenników w całym świecie arabskim, poza Syrią przede wszystkim w Libanie, Jordanii, Iraku, Libii, Tunezji i Jemenie. Praktycznie od początku jednak okazywało się, że różnice między społecznościami arabskimi w poszczególnych krajach są zbyt poważne, by w pełni skoordynować działalność lokalnych komórek partyjnych.

### Partia Baas w Syrii

#### Do 1963
Partia Baas stała się najważniejszą siłą polityczną w Syrii po obaleniu dyktatury wojskowej Adiba asz-Sziszaklego po masowych protestach jesienią 1953. Głosząca potrzebę reform, równość i jedność Arabów (bez względu na wyznanie) zyskała popularność wśród uczniów szybko rozwijającego się szkolnictwa, którzy w znacznej części pochodzili z niższych warstw społecznych lub z dyskryminowanych przez asz-Sziszaklego mniejszości religijnych. Z Partią Baas sympatyzowali także urzędnicy, zatrudnieni w rozbudowującym się aparacie biurokratycznym powstającym na potrzeby urbanizacji i gospodarczego interwencjonizmu państwa.
W tych warstwach społecznych, które stanowiły zaplecze Partii Baas, działały jednak także inne ugrupowania lewicowe, w tym Syryjska Partia Komunistyczna. Aby nie dopuścić do wzrostu ich znaczenia, a równocześnie uczynić pierwszy krok na drodze do jednoczenia państw arabskich, rządząca Partia Baas poparła koncepcję unii z Egiptem rządzonym przez Gamala Abdela Nasera. Pośpiesznie prowadzony proces integracyjny zakończył się utworzeniem 5 lutego 1958 Zjednoczonej Republiki Arabskiej. Po tym wydarzeniu Partia Baas oficjalnie zakończyła działalność w Syrii, nazwanej Prowincją Północną, gdyż całe życie polityczne miało skupiać się w jedynej partii – Unii Narodowej.
W praktyce w nowo powstałym państwie decydującą rolę odgrywali politycy egipscy, a Syryjczycy byli sukcesywnie marginalizowani. O ile w 1958 najbardziej wpływowy przywódca Partii Baas Akram al-Hawrani został wiceprezydentem kraju, już rok później został tego stanowiska pozbawiony. Pretekstem dla podjęcia tej decyzji przez prezydenta Nasera były niskie wyniki wyborcze polityków wywodzących się z Partii Baas uzyskane w lipcu 1959 w wyborach do lokalnych rad Unii Narodowej. Istnienie egipsko-syryjskiego państwa zakończył zamach stanu Abd al-Karima an-Nahlawiego we wrześniu 1961.
8 marca 1963 odnowiona Partia Baas doszła do władzy w Syrii, przeprowadzając kolejny zamach stanu. Wszystkie partie polityczne zostały zdelegalizowane.

#### Po 1963
Po zamachu stanu w marcu 1963 do władzy w Syrii doszła wojskowo-cywilna koalicja, w której partia Baas była tylko jedną z sił, obok licznej grupy zwolenników naseryzmu. Grupa ta opowiadała się za przywróceniem unii egipsko-syryjskiej, podczas gdy politycy wywodzący się z partii Baas głosili konieczność zawiązania unii trójczłonowej, do której wszedłby także Irak, w którym od zamachu stanu w lutym 1963 rządzili działacze miejscowej sekcji partii Baas. Rząd tymczasowy Syrii utworzył Salah ad-Din al-Bitar.
Szczególnie zaciętą walkę działacze partii Baas stoczyli z naserystami o kontrolę nad armią. Zakończyła się ona ich sukcesem. Oficerowie popierający program partii, pod kierownictwem gen. Amina al-Hafiza, doprowadzili do usunięcia z armii osób o innych poglądach. Zwolnione etaty oficerskie zajęli młodzi wojskowi, sprzyjający partii Baas. W czerwcu 1963 Amin al-Hafiz krwawo stłumił w Damaszku nową próbę zamachu stanu przeprowadzoną przez naserystów pod wodzą Dżasima Alwana Po tym wydarzeniu w kraju ogłoszony został wówczas stan wyjątkowy, wprowadzono całkowitą kontrolę nad społeczeństwem.
We wrześniu 1963 na kongresie partii doszło do szeregu konfliktów ideologicznych, personalnych i wyznaniowych, wynikających z niejednorodnego składu ugrupowania. Ostatecznie przyjęta została ultralewicowa linia ideologiczna, jednak realizujący ją rząd Amina al-Hafiza upadł po trzech miesiącach. W kolejnych latach naprzemiennie tworzone były gabinety radykałów i umiarkowanych działaczy partii. W 1965 jeden z takich gabinetów, na czele którego ponownie stał ad-Din al-Bitar, ogłosił przyjęcie jako oficjalnej linii partyjnej „socjalizmu zachodnioeuropejskiego” i odejście od niektórych przeprowadzonych przeszłości reform gospodarczych, w tym częściową prywatyzację.
W II poł. lat 60., po wewnątrzpartyjnym przewrocie w Syrii, a następnie przejęciu władzy przez iracką gałąź partii w swoim kraju w 1968, krajowe (regionalne) kierownictwa partii w obu państwach znalazły się w konflikcie. Doprowadził on do faktycznego rozpadu partii Baas na dwie konkurujące organizacje: syryjską i iracką, deklarujące analogiczne cele polityczne i odwołujące się do tej samej tradycji ideowej, lecz rywalizujące między sobą i zarzucające sobie odstępstwo od założeń baasizmu.
Organizacje partyjne istniały w wielu krajach arabskich, m.in. w Syrii, Iraku, Libanie czy Jordanii. Pomimo wcześniejszych zapowiedzi nie doprowadziła jednak do zjednoczenia obu tych krajów, głównie z racji działań irackiego przywódcy Baas – Saddama Husajna, który opierając się o rodzinę przekształcił iracki odłam tej partii w swój własny aparat rządów autorytarnych.
Pod koniec lat 60. w Syrii na czele partii stał m.in. Hafiz al-Asad, który został prezydentem w 1971. Po jego śmierci w czerwcu 2000 władzę przejął syn, Baszszar al-Asad.

### Partia Baas w Iraku
W Iraku partia działała od lat 50. Poparła wojskowy przewrót z 1958 roku o którym została ówcześnie poinformowana. Na czele zamachowców stali pozostający nacjonalistą Abd al-Karim Kasim i zwolennik baasizmu (choć sam do partii nie należał) Abd as-Salam Arif. W nowym rządzie baasiści zdobyli kilka miejsc ministerialnych. Arif opowiadał się za unią z Egiptem i Syrią, jawnie ignorując oficjalne stanowisko Kasima. Doprowadziło to do konfliktu między Kasimem a Arifem, a w rezultacie odsunięciem tego drugiego od władzy. Wraz z Arifem z rządu usunięto pozostałe osoby związane z partią Baas.
W październiku 1959 działacze Partii Baas zorganizowali nieudany zamach na Kasima, który został w nim jedynie raniony. Wydarzenie to skłoniło go do dalszego zaostrzenia represji wobec opozycji. Lokalna Baas prawdopodobnie uzyskała poparcie CIA (niechętnej Kasimowi i podziwiającej antykomunistyczny program irackiej Baas) z pomocą której wzięła udział w walkach z komunistami i przedstawicielami lewicy niebaasistowskiej. Działacze Baas zmuszeni przez Kasima do ucieczki z kraju mogli według jednej z wersji nawiązać kontakt z Amerykanami na terenie Libanu. Pewne wsparcie Baas otrzymał też od rządu Egiptu który politycznie sympatyzował z lewicującymi działaczami.
W 1963 roku baasiści z Gwardii Narodowej wraz z wojskiem dokonali przewrotu przeciwko rządowi Kasima. Nowym prezydentem został Abd ar-Rahman Arif (brat Abd as-Salama). Jednym z ministrów został baasista Tahir Jahja. Wiosną 1968 Arif przekazał tekę premiera Tahirowi Jahji, po czym przeprowadził rozmowy z przedstawicielami partii Baas, proponując im rozszerzenie zaplecza rządowego o jej przedstawicieli, jak również o innych działaczy nacjonalistycznych. Rozmowy te nie dały spodziewanych rezultatów, partia Baas zaproponowała jedynie prezydentowi sformowanie rządu jedności narodowej. 15 lipca tego samego roku premier podał się do dymisji, co doprowadziło do ponownego załamania się działania instytucji państwowych. Rząd Tahii na nowo zaostrzył stosunki z Zachodem. Dwa dni później działacze Baas i popierający ich oficerowie przeprowadzili zamach stanu, pozbawiając Arifa władzy.
W 1968 Partia Baas zdobyła także władzę w Iraku, również w wyniku zamachu stanu. Przywódcą kraju został Ahmad Hasan al-Bakr, a od 1979 Saddam Husajn. Doprowadziło to, zwłaszcza po wybuchu wojny iracko-irańskiej (1980-88), do zaostrzenia stosunków pomiędzy obiema frakcjami, tym bardziej że Syria opowiedziała się za Iranem. Podobnie stało się w czasie konfliktu w Zatoce Perskiej (1990-91). Mimo formalnie socjalistycznego charakteru partii Baas i przeprowadzanych początkowo radykalnych reform, w kraju dominował wolny rynek – wynikało to głównie z sunnickiego wyznania przedstawicieli rządu. Rządy Partii Baas w Iraku przerwała amerykańska interwencja w 2003.
3 stycznia 2007 iracki oddział regionalny partii ustanowił Izzat Ibrahim ad-Duriego nowym przywódcą ugrupowania i następcą Husajna, powieszonego 30 grudnia 2006 roku.

### W Palestynie
W 1966 roku jako część syryjskiej partii Baas powstała palestyńska organizacja As-Sa’ika będąca członkiem OWP. Jej powstanie miało związek z odmiennymi wizjami przyszłości Palestyny między przywódcami umiarkowanej Al-Fatah a skrajnie lewicowym rządem syryjskim. Przywódcy partii Baas uważali, że powinna ona stać się częścią państwa syryjskiego, a w ostatecznej zaś perspektywie – wejść do wspólnego państwa wszystkich Arabów. Program organizacji był oparty na koncepcjach Baas, w szczególności odrzucał istnienie odrębnego narodu palestyńskiego, nakazując kierowanie się ideologią panarabską i uznając walkę Palestyńczyków jako część obrony ogólnego „interesu arabskiego”. Do połowy lat 70. była to druga co do znaczenia palestyńska organizacja zbrojna działająca w ramach OWP. Miała na to wpływ liczba bojowników, jak i poparcie z Syrii. W latach 80. XX wieku formacja gwałtownie straciła poparcie wśród Palestyńczyków. Nigdy nie przestała być popierana przez rząd syryjski, jednak nie pozwoliło jej to na odbudowę dawnego znaczenia. Posiada nadal dwa miejsca w Radzie Głównej OWP, które nie są obsadzane, zaś od lat 90. XX wieku nie przeprowadziła żadnej znanej operacji zbrojnej. Do śmierci w 2006 organizacją kierował Isam al-Kadi, zastąpiony przez Farhana Abu al-Haję
W 1969 roku z kolei utworzony został Arabski Front Wyzwolenia będący sekcją irackiej partii Baas. Do 2003 roku Front cieszył się wsparciem finansowym ze strony irackiego rządu. Arabski Front Wyzwolenia istnieje do dzisiaj i pozostaje członkiem OWP. W 1993 roku doszło w organizacji do rozłamu, w wyniku którego utworzony został Palestyński Front Arabski.

### W Kuwejcie
Jedynym premierem Republiki Kuwejtu powstałej w wyniku inwazji irackiej na Kuwejt i wojskowego puczu w tym kraju w 1990 roku był pułkownik Ala Husajn Ali. Husajn Ali studiował w Bagdadzie, gdzie został członkiem rządzącej partii Baas. Po zakończeniu studiów powrócił do kraju, gdzie w lokalnej armii zajmował wysokie stanowiska dowódcze. Na skutek obalenia monarchicznego rządu Husajn Ali został premierem, głową państwa, dowódcą naczelnym armii, ministrem obrony i ministrem spraw wewnętrznych. Państwowość republiki nie była jednak długa, gdyż już tydzień później została ona włączona do Iraku, a sam Husajn Ali został wicepremierem Iraku. Kuwejt pod rządami irackimi znalazł się do 1991 roku gdy doszło do operacji Desert Storm wojsk koalicji ONZ na czele ze Stanami Zjednoczonymi, w wyniku której wojska irackie w Kuwejcie zostały pokonane.

### Sudan
W 1990 roku w Sudanie doszło do nieudanej próby puczu dokonanej przez baasistowskich oficerów.

## Literatura
- Tadeusz Fryzeł, Arabska myśl socjalistyczna. Doktryna socjalizmu arabskiego. Wyd. MON, Warszawa 1985
- Jarosław Tomasiewicz, Narodotwórcza rola socjalizmu arabskiego (baasizmu) w XX wieku /w:/ Ideologia w późnej nowoczesności, Agnieszka Lenartowicz-Podbielska, Przemysław Jastrzębski (red.), Toruń, Wydawnictwo Adam Marszałek, 2017, ISBN 978-83-8019-657-5.